# 12709 Bergen op Zoom
12709 Bergen op Zoom eller 1990 VN4 är en asteroid i huvudbältet som upptäcktes den 15 november 1990 av den belgiske astronomen Eric W. Elst vid La Silla-observatoriet. Den är uppkallad efter den nederländska staden Bergen op Zoom.
Asteroiden har en diameter på ungefär 6 kilometer och den tillhör asteroidgruppen Eunomia.